# NGC 1250
NGC 1250 é uma galáxia lenticular (S0) localizada na direcção da constelação de Perseus. Possui uma declinação de +41° 21' 20" e uma ascensão recta de 3 horas, 15 minutos e 21,0 segundos.
A galáxia NGC 1250 foi descoberta em 21 de Outubro de 1886 por Lewis A. Swift.